# Comuna Domașiv, Sokal
Domașiv (în ucraineană Домашів) este o comună în raionul Sokal, regiunea Liov, Ucraina, formată din satele Dibrova, Domașiv (reședința), Ostrivok și Voroniv.

## Demografie
Componența lingvistică a comunei Domașiv
     Ucraineană (99,95%)
Conform recensământului din 2001, majoritatea populației comunei Domașiv era vorbitoare de ucraineană (99,95%), existând în minoritate și vorbitori de alte limbi.